# Wel (Petschora)
Der Wel (russisch Вель, auch Велью, Welju) ist ein linker Nebenfluss der Petschora in der Republik Komi in Nordwestrussland.
Der Wel entspringt in den Ajjuwinskoi-Höhen. Er fließt in überwiegend südsüdöstlicher Richtung zur Petschora, in welche er etwa 70 km nördlich von Troizko-Petschorsk mündet. Die Straße zwischen den Städten Uchta und Wuktyl kreuzt den Flusslauf. Der Wel hat eine Länge von 173 km. Das Einzugsgebiet umfasst 4110 km². Sein mittlerer Abfluss 7,2 km oberhalb der Mündung beträgt 30 m³/s. Bei Flusskilometer 6 mündet sein größter Nebenfluss, der Nibel, von rechts kommend in den Wel.